# Riventosa
Riventosa (korsisch A Riventosa) ist eine Gemeinde im französischen Département Haute-Corse auf der Mittelmeerinsel Korsika. Sie gehört zum Kanton Corte im Arrondissement Corte. Die Bewohner nennen sich Riventosains oder Riventusani.

## Geografie
Das Siedlungsgebiet befindet sich durchschnittlich auf 710 Metern über dem Meeresspiegel. Riventosa grenzt im Norden an Poggio-di-Venaco, im Osten an Erbajolo, im Südosten an Venaco (Berührungspunkt), im Süden und Westen an Santo-Pietro-di-Venaco sowie im Nordwesten an Casanova.

## Bevölkerungsentwicklung
| Jahr      | 1962 | 1968 | 1975 | 1982 | 1990 | 1999 | 2012 |
| --------- | ---- | ---- | ---- | ---- | ---- | ---- | ---- |
| Einwohner | 113  | 108  | 97   | 121  | 135  | 188  | 157  |

## Sehenswürdigkeiten

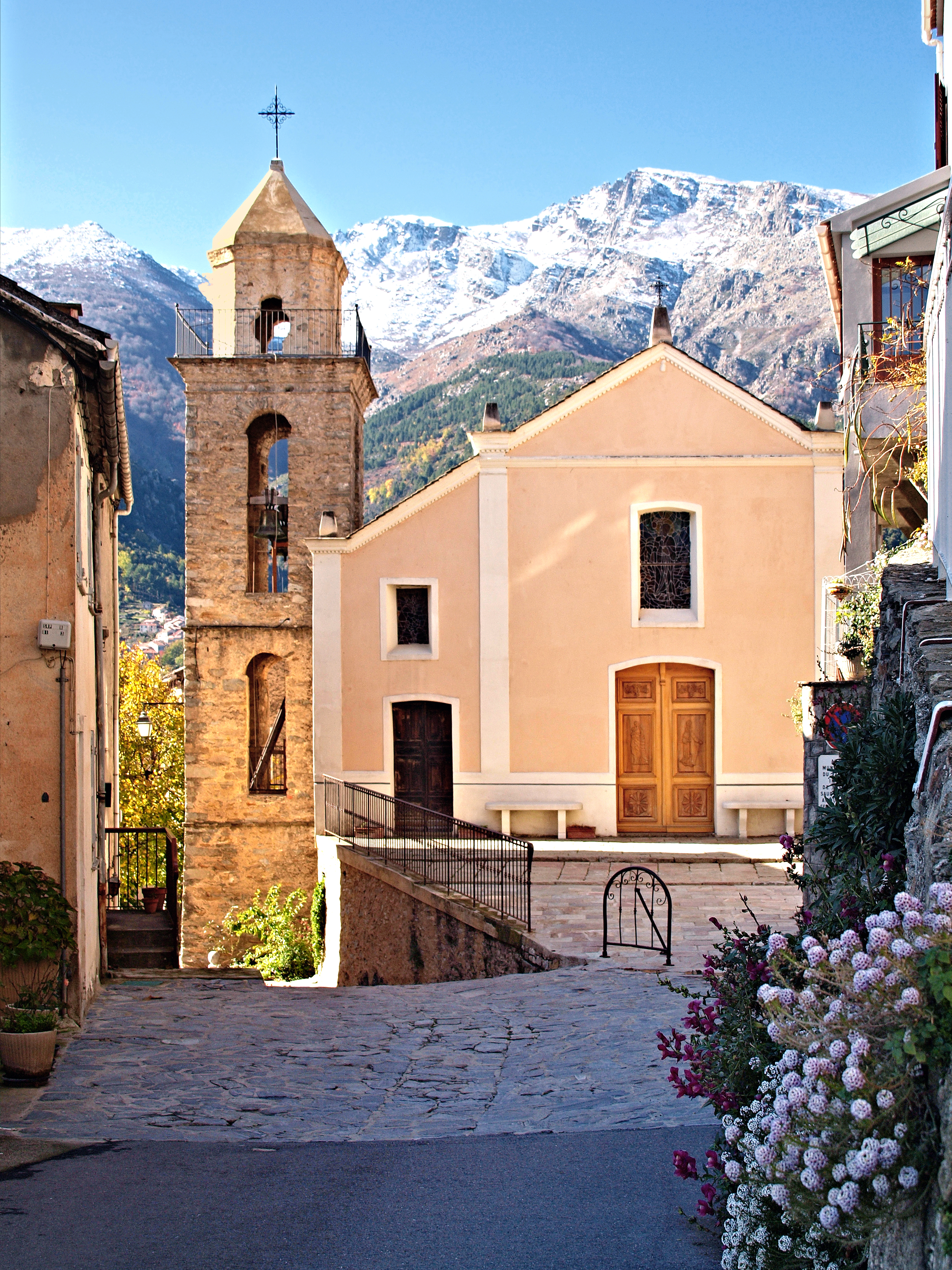
Kirche Saint-Antoine l'Ermite

- Kirche Saint-Antoine l’Ermite

## Verkehr
Der Bahnhof Poggio-Riventosa liegt an der Bahnstrecke Bastia–Ajaccio. Nach dort bestehen durchgehende Zugverbindungen.